# Letteratura gay

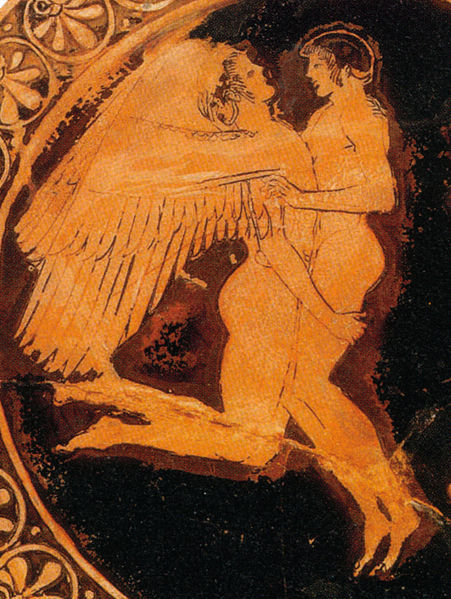
Zefiro e Giacinto: La mitologia greca è spesso caratterizzata da temi omosessuali - o, per l'esattezza, che rimandano alla pederastia - e questi miti sono stati origine di molte opere di fiction letteraria moderna. Le sue figure continuano ancor oggi ad apparire con frequenza nelle storie di fantasia della letteratura gay.

Quello di letteratura gay o meglio omosessuale è un termine collettivo utilizzato genericamente per indicare quel tipo di letteratura prodotta da o per la comunità gay e che viene a coinvolgere personaggi, trama, linee narrative o temi che ritraggono il comportamento omosessuale maschile; mentre quella che si occupa delle relazioni sentimentali e amorose tra donne viene chiamata letteratura lesbica.
Ancora al giorno d'oggi la letteratura gay sembra esistere nello spazio intermedio posto tra due estremi:
1. da una parte il pregiudizio ancora assai diffuso che vorrebbe, in nome di una presunta universalità dell'arte in genere, negare la pertinenza di questioni private come la preferenze sessuali dell'autore o la rappresentazione della stessa sessualità all'interno delle sue opere;
2. dall'altra parte una "letteratura omosessuale" come immediata espressione di differenza essenziale, come se l'orientamento sessuale dell'autore fosse sempre e comunque la principale tra le sue "identità"[5].

La categoria "letteratura omosessuale" è stata d'altronde definita come "discussa" e "trasversale": essa non pretende di imporre letture in cui un testo, per la presenza di contenuti omosessuali, diventi automaticamente "gay", ma solo rilevare che l'omosessualità è stata una componente di determinate epoche e culture.

## Antichità
Era molto comune nelle prime opere di letteratura gay moderna, tra il XVIII e il XIX secolo, includere allusioni a personaggi mitologici greci come una qual specie di codice che sicuramente gli avveduti lettori gay avrebbero riconosciuto.
Gli omosessuali in questo momento storico condividevano l'idea "d'interpretare il mondo dell'antica Grecia e dell'antica Roma come una società dove i rapporti d'amore tra persone dello stesso sesso venivano in parte largamente tollerati se non addirittura incoraggiati (vedi la pederastia greca); pertanto i riferimenti a quelle culture potevano con certezza identificare un autore simpatizzante o comunque un libro contenente temi gay che probabilmente sarebbero stati del tutto trascurati dai lettori comuni.
James Jenkins della "Valancourt Books" osserva che "queste tipologie di codice, tali modi sub-testuali di scrivere dell'omosessualità erano spesso necessari, dal momento che fino agli anni '50 del '900 gli autori britannici potevano essere perseguiti penalmente per aver scritto apertamente di argomenti riguardanti l'omosessualità, mentre negli Stati Uniti gli autori e gli editori avrebbero potuto anche affrontare un'azione legale con relativo sequestro e distruzione dei loro libri, per non parlare della condanna sociale o morale che avrebbe definitivamente distrutto la loro carriera.

### Mitologia
Molte tra le mitologie e le religioni antiche includono storie di affetto romantico o finanche sessuale tra uomini, comprendendo inoltre azione divine che si osano tradurre in cambiamenti di identità di genere. Questi miti sono stati di volta in volta interpretati anche come forme di espressione LGBT venendo a loro applicate le moderne concezioni della sessualità e del genere. Tali racconti mitici sono stati inoltre utilizzati, almeno in parte, per spiegare e convalidare le istituzioni sociali di una particolare cultura o per spiegare le "origini" della transessualità o dell'omosessualità.
Nell'ambito della mitologia classica (mitologia greca e mitologia romana) amanti maschi sono stati attribuiti alla quasi totalità degli Dei e degli eroi Greci da Zeus ad Apollo, da Poseidone a Eracle - nei confronti rispettivamente di Ganimede, Giacinto, Nerito e Ila - come riflesso e valorizzazione "oltre-terrena" della tradizione istituzionalizzata della pederastia greca.

### Letteratura
Sebbene Omero non ritragga mai esplicitamente i due eroi degli Achei Achille e Patroclo come amanti nel suo poema epico Iliade (risalente almeno all'VIII secolo a.C.) il quale raffigura una piccola parte della vicenda conosciuta sotto il nome di guerra di Troia, già gli autori antichi più tardi presentano questo loro rapporto come estremamente intenso ed esclusivo.
Nella sua tragedia greca perduta del V secolo a.C. intitolata "I Mirmidoni" il drammaturgo Eschilo rappresenta i due come un perfetto esempio di coppia pederastica; in un frammento superstite del dramma Achille parla dei "nostri frequenti baci" e di "unione devota delle cosce" (riferendosi in tal maniera al sesso intercrurale, quello maggiormente utilizzato nelle relazioni di pederastia).
Platone fa lo stesso nel Simposio: il narratore Fedro cita espressamente Eschilo innalzando proprio Achille ad esempio di come si possa diventare coraggiosi e anche sacrificarsi in nome dei propri amanti. Nella sua orazione intitolata Contro Timarco Eschine sostiene che anche se Omero "nasconde il loro amore evitando di dare il nome appropriato alla loro amicizia", il poeta cieco presume che i lettori istruiti avrebbero certamente compreso "la natura superiore del loro reciproco affetto".
Lo stesso dialogo platonico include anche il mito dell’androgino, che spiega sia l’origine dell'eterosessualità che quella dell'omosessualità - si tratta del discorso fatto pronunciare da Aristofane - e che celebra la tradizione pederastica e l'amore erotico tra gli uomini - così come fa anche un altro dialogo platonico, il Fedro.
La consuetudine dell'amore pederastico nell'antica Grecia, ben presente già nel 650 a.C., evolutosi poi nella varie specificità cittadine (vedi pederastia cretese, pederastia spartana, pederastia ateniese e pederastia tebana) e successivamente la limitata accettazione dell'omosessualità nell'Antica Roma infuse la consapevolezza dell'attrazione omoerotica e della sessualità omosessuale nella lirica greca prima e nella poesia latina poi.
Nella II Egloga delle Bucoliche di Publio Virgilio Marone (I secolo a.C.) sentiamo il giovane pastore Coridone proclamare a gola spiegata tutto il proprio amore nei confronti del bel ragazzo chiamato Alessi (Alexis).
Molti tra i versi dei Liber di Gaio Valerio Catullo sono poesie erotiche dirette a un giovinetto di nome Giovenzio (Juventius); si tratta dei Carmina 48, 50, 99, ma anche vari altri contengono il medesimo tema: nel numero 61, un epitalamio presenta un concubino che sta per essere soppiantato alla futura moglie del padrone. Infine il celebre primo verso del Carmen 16 è un'invettiva contro suoi due conoscenti, che è stata considerata come "una delle espressioni più sporche mai scritte in latino, ma anche in qualsiasi altra lingua", contenente atti sessuali omosessuali espliciti: "Pedicabo ego vos et irrumabo!" (Io ve lo metto nel sedere e poi in bocca!)
Il Satyricon di Petronio Arbitro è un'opera narrativa appartenente alla letteratura latina che narra le vicissitudini, per lo più disavventure, di Encolpio e del suo amante Gitone, un ragazzo effeminato e infedele: scritto nella metà del I secolo durante il principato dell'imperatore Nerone, è il più antico testo conosciuto nel suo genere che rappresenta apertamente l'omosessualità.

## XVII secolo
L'Alcibiade fanciullo a scola di Antonio Rocco ma pubblicato anonimo nel 1652, è un testo in forma di dialogo scritto esplicitamente in qualità di apologia della sodomia; è la prima opera apertamente a contenuto omosessuale dai tempi antichi, anche se il suo autentico scopo (satira, carnevalata, autentica difesa della pederastia o testo di letteratura erotica) rimane ancor oggi dibattuto e oggetto di controversie.

## Secoli XVIII e XIX
Dal momento in cui l'amore omosessuale è stato dichiarato ufficialmente illegale in Inghilterra e, per estensione, anche nelle colonie oltreoceano (i futuri Stati Uniti) a partire dal Buggery Act 1533 ha cominciato a diventare assai pericolosa la pubblicazione - o anche la sola semplice distribuzione - di qualsiasi opera letteraria che avesse palesi tematiche a contenuto e a sfondo che oggi definiamo LGBT.
Molti tra i primi e maggiori autori di narrativa gotica tra cui Matthew Gregory Lewis, William Beckford e Francis Lathom erano omosessuali; essi sublimarono queste tematiche omoerotiche nei propri scritti esprimendole in forme più accettabili, utilizzando a tal scopo generi trasgressivi quali per l'appunto il gotico e l'horror.
Il personaggio protagonista del romanzo Il monaco (1796) di Lewis s'innamora perdutamente del giovane novizio Rosario e sebbene in seguito quello ch'era creduto esser un ragazzo si riveli in realtà come una donna di nome Matilda, il sottotesto gay risulta quantomai evidente.
Una situazione simile si verifica anche in The Fatal Revenge o the Family of Montorio (1807) di Charles Robert Maturin - prozio di Oscar Wilde -, quando il cameriere Cipriano chiede al suo padrone Ippolito di baciarlo come se fosse la sua amante femminile; anche in Melmoth l'errante (1820), sempre dello stesso autore, la strettissima relazione d'amicizia e affetto sorta tra un giovane monaco e un novizio viene esaminato come potenzialmente "troppo forte, quasi fosse amore".
Joseph and His Friend (Giuseppe e il suo amico, 1870), di Bayard Taylor racconta la storia di un'amicizia intima tra due uomini; è considerato come il primo vero e proprio romanzo gay della letteratura americana. Alla fine però uno dei due lascia il compagno andando alla ricerca di una donna.
Fridolins heimliche Ehe (Il matrimonio segreto di Fridolin, 1875), di Adolf Wilbrandt è il primo romanzo gay in lingua tedesca a lieto fine; vi sono inserite molte delle teorie di Karl Heinrich Ulrichs.
Nella novella Carmilla (1872) Joseph Sheridan Le Fanu sostanzialmente inventa e dà il via alle storie del cosiddetto vampirismo lesbico le quali influenzarono anche il Dracula (1897) dello scrittore irlandese Bram Stoker; quest'ultimo romanzo contiene notevoli aspetti omoerotici e la figura del vampiro sempre pronto ad assalire alle spalle i giovani uomini per penetrare con i suoi affilati canini il loro collo ha decise suggestioni omo-sessuali: famosa la frase di Dracula quando avverte i vampiri di sesso femminile di lasciar a lui Jonathan Harker in quanto ""Quest'uomo mi appartiene!"

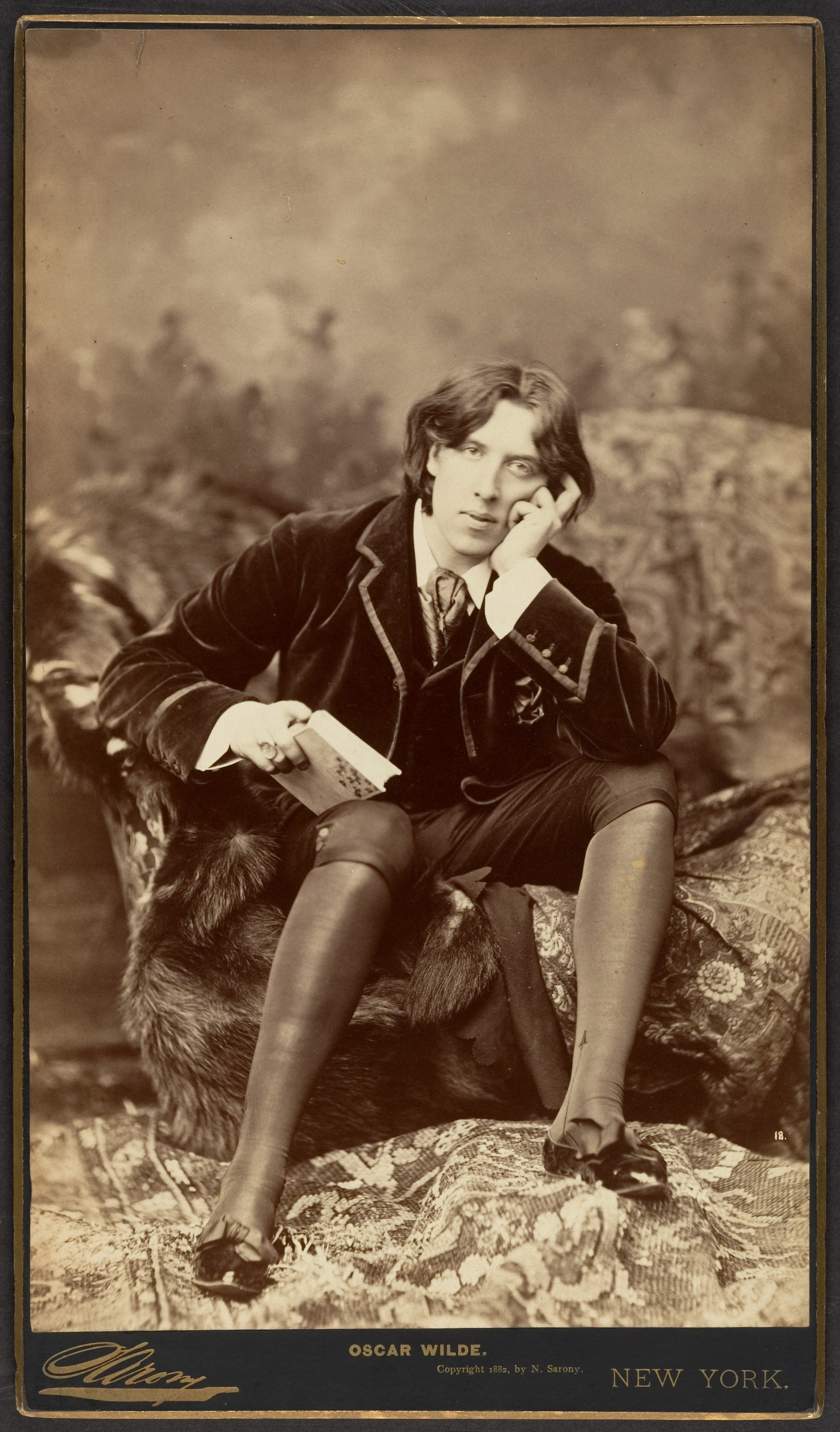
Oscar Wilde, uno dei pionieri della letteratura gay.

I peccati delle città della pianura (1881) e Teleny (o il rovescio della medaglia, 1893) sono due tra i primissimi libri di letteratura erotica a trattare quasi esclusivamente e in maniera del tutto esplicita la sessualità omosessuale; sono stati entrambi pubblicati in forma anonima, anche se per il secondo vi è stata un'attribuzione almeno parziale riconducente a Oscar Wilde.
Il primo testo narra la vicenda di un giovane che pratica la prostituzione maschile ed è ambientato a Londra proprio attorno al periodo precedente a quello cui si verificò lo scandalo di Cleveland street riguardante numerosi aristocratici che frequentavano assiduamente omosessuali in un bordello ubicato nella capitale inglese.
Teleny è invece la cronaca riguardante la relazione passionale avvenuta tra un francese e un pianista ungherese e viene spesso attribuita a uno sforzo collaborativo di più autori contemporanei di Wilde. Lo stesso romanzo Il ritratto di Dorian Gray (1890) infine colpì molto i lettori dell'epoca per l'aperta sensualità intrisa di omoerotismo dei suoi personaggi.
Tim: A Story of School Life (1893), di Howard O. Sturgis, inizialmente pubblicato anonimo, narra della storia d'amore tra due studenti maschi all'interno dell'ambiente scolastico e ispirato da un'esperienza autobiografica dell'autore fatta a Eton.
Il garofano verde, di Robert Hichens, pubblicato in forma anonima nel 1894. Il romanzo narra la storia d'amore tra Esmé Amarinth (Oscar Wilde) e Lord Reginald (Lord Alfred Douglas). Nel 1895 venne ritirato dalla circolazione e fu usato contro Wilde nei processi che lo videro imputato per sodomia.
Bom Crioulo, di Adolfo Caminha, è un celebrato romanzo brasiliano, pubblicato nel 1895. Fu fin da prima "messo all'indice" dal Governo nazionale, e dopo qualche decennio ripreso e riconosciuto di valore.

## XX secolo
Col '900 la discussione sull'omosessualità è divenuta man mano più aperta e la comprensione della società sul fenomeno si è via via evoluta. Un certo numero di romanzi con temi e personaggi esplicitamente omosessuali cominciarono ad affacciarsi sempre più frequentemente nelle principali correnti letterarie; alcuni tra gli autori di tali romanzi sono Gore Vidal, James Baldwin, Christopher Isherwood, Umberto Saba, Edward Morgan Forster, Yukio Mishima, Pier Paolo Pasolini, Marcel Proust, Virginia Woolf, Henry James e i due premio Nobel per la letteratura Thomas Mann e André Gide. Per quanto riguarda l’omoerotismo nella poesia (che qui non è specificamente trattata), si possono annoverare tra i maggiori poeti del secolo scorso Federico García Lorca e Luis Cernuda, Wystan Hugh Auden, Fernando Pessoa (nella persona del suo alter ego Álvaro de Campos), Konstantinos Kavafis, Dario Bellezza, Sandro Penna e Allen Ginsberg.

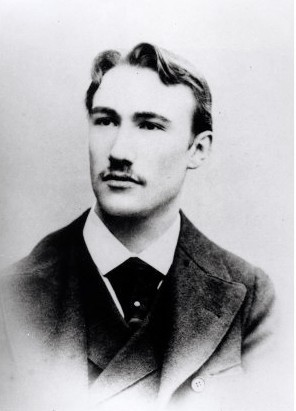
André Gide nel 1890 circa.

L'immoralista di André Gide (1902) narra la vicenda semi-autobiografica di un uomo sposato e della sua aperta attrazione nei confronti di un gruppo di giovani ragazzi arabi. Per guarire da un inizio di tubercolosi, mentre si trova ancora in luna di miele a Tunisi, il protagonista Michel acquisisce un rinnovato apprezzamento per la vita; il suo chiaro omoerotismo verso una serie di adolescenti maghrebini scandisce il suo viaggio alla scoperta di sé, trovando presto inoltre uno spirito affine nel ribelle Ménalque.
- I turbamenti del giovane Törless (1906) dello scrittore austriaco Robert Musil è un romanzo su tre studenti di collegio; due di loro abusano sessualmente del loro compagno che è stato sorpreso a rubare. Quest'ultimo, un adolescente effeminato, finisce col perdersi con i compagni in un rapporto psicologicamente improntato da un forte sadomasochismo; il narratore, parlando in prima persona, riesce però a svincolarsi dopo un po' da questa situazione che considera malsana.
- Allegoria di novembre (1908, in origine ":riflessi") di Aldo Palazzeschi, pubblicato in forma integrale solo postumo nel 1989. Si tratta di un romanzo diviso in due parti: l'una ricca di misticismo e religiosità decadenti, l'altra inaspettatamente fondata sul registro comico, della cronaca e del pettegolezzo mondano.[36] La vicenda del romanzo ruota attorno alla figura del principe ventinovenne Valentino Core (un riferimento alla lingua greca κόρη, kóre, ossia "fanciulla"); abbandonato dal suo amico e amante inglese John/Johnny, fa ritorno alla sua villa abbandonata da anni e lì vi si rinchiude incominciando a scrivere una serie di lettere accanto alle due anziane custodi (madre e figlia) all'interno di una relazione la quale col trascorrere del tempo si fa sempre più visionaria e quasi paranoica. Il vero mistero che riguarda infine la sparizione di Valentino rimarrà comunque celato, tra suicidio e fuga in un monastero spagnolo.

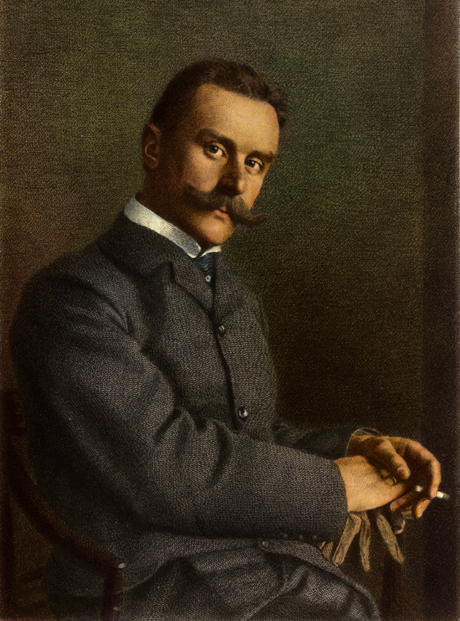
Ritratto dello scrittore tedesco Thomas Mann nel 1904 (di Johann Lindner), autore di un classico della letteratura gay come La morte a Venezia.

- La morte a Venezia (1912) dell'autore tedesco Thomas Mann, è storia di un artista di mezza età che s'innamora di un ragazzo il quale, dopo esser stato intravisto al lido di Venezia, viene seguito ossessivamente dall'uomo per tutta Venezia. Verso la fine, il giovane viene idealizzato nella sua sublime bellezza da semidio; l'uomo morirà in spiaggia, per colpa di un'epidemia di colera, davanti al bellissimo ragazzo mentre sta giocando con gli amichetti nella battigia. Nell'interpretare l'opera Mann ha affermato: «Misi comunque in dubbio che [...] un uomo il cui cammino verso lo spirito passa per i sensi possa mai conseguire saggezza e vera dignità umana».[37] Luchino Visconti ne trasse il celebre film omonimo nel 1971 con Dirk Bogarde nel ruolo del maturo Gustav von Aschenbach.
- Lo scrittore britannico Edward Morgan Forster si è guadagnato velocemente una reputazione di primo piano come romanziere, dovendo però nascondere la propria omosessualità al suo ampio pubblico per tutta la vita; tra il 1913-14 scrisse Maurice, un romanzo di formazione che segue le vicissitudini di un giovane uomo della classe media attraverso l'auto-scoperta della propria attrazione per gli altri maschi. Il libro non fu pubblicato fino al 1971, dopo la morte dell'autore. Nel 1987 ne venne tratto un film di successo, diretto da James Ivory.

La storia raccontata da Forster narra la vicenda di due relazioni intraprese dal protagonista e del proprio rapporto con la società dominante britannica la quale spesso non comprende e gli si dimostra ostile. Ma il libro è notevole soprattutto per il suo tono affermativo, in definitiva positivo e oltretutto con un lieto fine: "Un lieto fine era indispensabile" ha commentato in seguito l'autore, "ero determinato in ogni caso a narrare la storia di due uomini che si innamoravano e decidevano di rimanere insieme condividendo il resto dei loro giorni... La felicità è il suo fulcro finale e ragion d'essere".
- L'arcobaleno (1915); qui lo scrittore inglese David Herbert Lawrence esplora, da uomo, la tematica lesbica. La giovane Ursula, protagonista della seconda parte della storia, s'innamora di una sua insegnante ma, alla fine, si troverà costretta a fidanzarsi con un soldato di nome Anton. In quello che avrebbe dovuto, secondo la volontà dell'autore, essere il seguito e compimento della vicenda e intitolato Donne innamorate (1920) si allude invece a una forte relazione affettiva tra due personaggi maschili; Gerald e Rupert approfondiscono e sviluppano un'attrazione fisica e psicologica reciproca.
- Ma già nel racconto del 1914, ma pubblicato per la prima volta nel 1916, denominato L'ufficiale prussiano lo scrittore inglese racconta le vicende di un capitano militare e del suo attendente di campo; quest'ultimo, un giovane sano e forte, viene a esser coinvolto in una relazione con una ragazza: il capitano, sentendo un'acuta tensione sessuale nei confronti del sottoposto, fa di tutto per impedirgli d'impegnarsi seriamente nel rapporto. Verranno rinvenuti nel bel mezzo di un bosco morti l'uno accanto all'altro durante una serie di manovre militari.

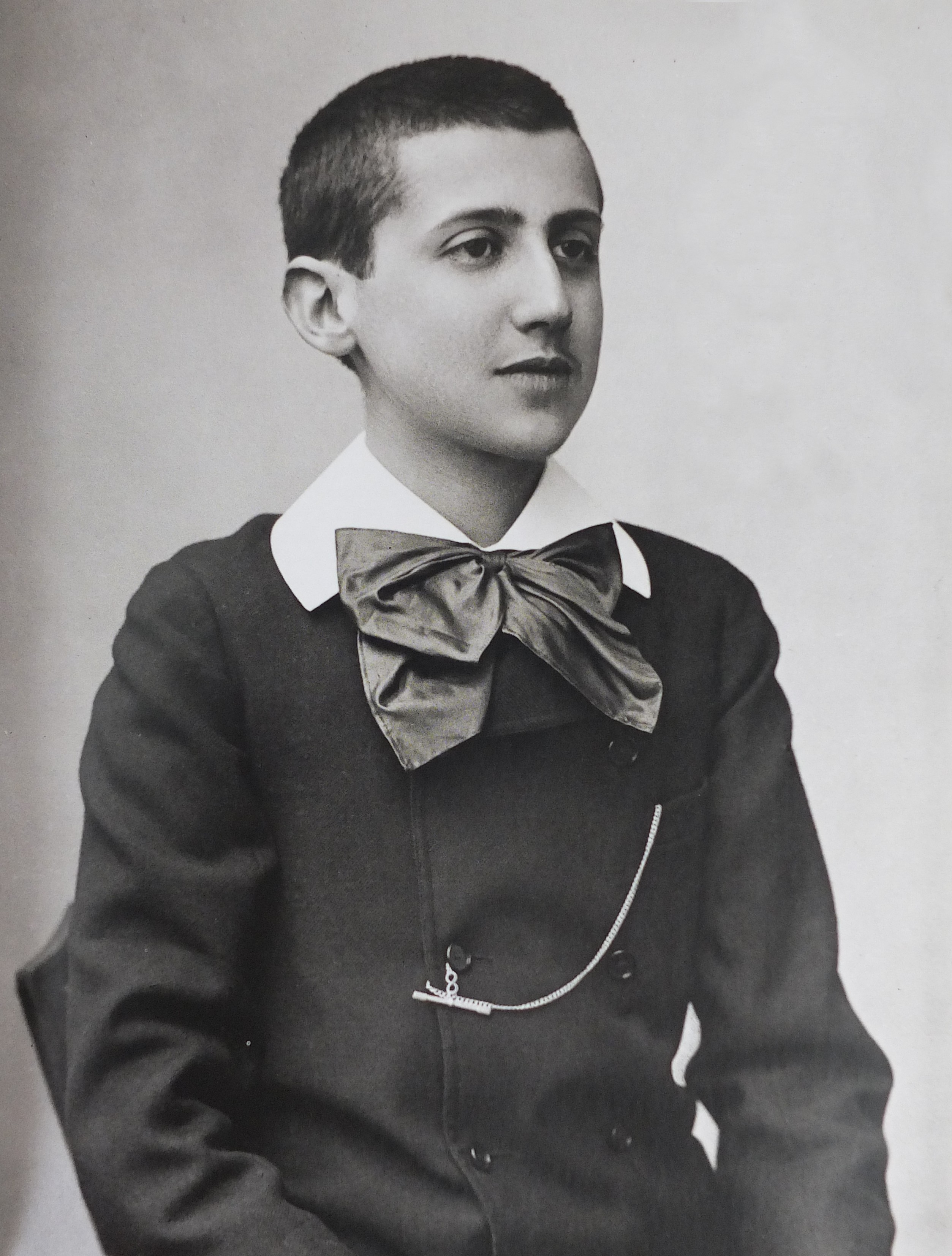
Marcel Proust adolescente nel 1887.

- Sodoma e Gomorra (1921-22), quarto volume dell'opera monumentale Alla ricerca del tempo perduto di Marcel Proust, è la parte in cui meglio viene sviscerata ed "esposta" l'inclinazione omosessuale del conte di Charlus, zio del narratore di nome "Marcel" presentato già nel precedente I Guermantes e innamorato di un violinista di nome Morel. Ma in questo libro s'introduce anche il tema del lesbismo di Albertine, la giovane donna che rappresenta l'amore impossibile del narratore. Il titolo del volume prende il nome dalle due città che, secondo il racconto biblico, vennero distrutte per volontà divina a causa dell'empietà dei loro abitanti.
- Ne I falsari di André Gide (1925) viene esplorata, tra le altre, anche la tematica omosessuale; questo romanzo fu anche l'occasione per Gide di una coraggiosa e appassionata difesa dell'omosessualità, presentando in esso un numero considerevole di personaggi maschili gay o bisessuali; parte importante della trama è la raffigurazione delle varie possibilità di relazione omoerotica, sia positive sia negative.
- Nel testo d'impronta saggistica in forma di dialogo socratico intitolato Corydon (1911-24, Coridone è il nome di un pastore della seconda egloga delle Bucoliche di Publio Virgilio Marone, acceso d'amore per il giovane schiavo Alessi) l'autore francese aveva invece teorizzato la propria visione della pederastia.
- La pia danza (1926), romanzo d'esordio di Klaus Mann, il figlio di Thomas. Scritto quando l'autore aveva 19 anni, come l'età del protagonista, ha evidenti tratti autobiografici: è uno dei primi libri di narrativa in lingua tedesca trattanti una storia e dei personaggi esplicitamente gay.

La vicenda racconta la storia del giovane Andreas, un ragazzo omosessuale proveniente da una famiglia distinta e benestante; appena compiuti i 18 anni, si reca a Berlino per scoprire la vita che si svolge in una grande città. S'immerge così immediatamente nell'esistenza bohèmienne e tenta di elaborare letterariamente le speranze e ambizioni della sua generazione. In seguito, desiderando intraprendere nella vita la carriera di poeta, si reca a Parigi, capitale artistica e intellettuale d'Europa: qui per un periodo di tempo convive col suo amante, fino a quando non viene da questi abbandonato.

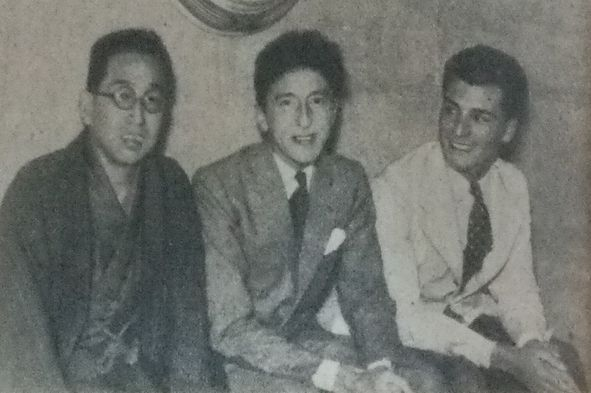
Jean Cocteau, al centro, in Giappone nel 1936.

- Il libro bianco è un testo che Jean Cocteau ha scritto nel 1927 e fatto pubblicare l'anno seguente; si tratta di una narrazione poetica della propria omosessualità, specialmente negli anni dell'infanzia e dell'adolescenza: i ricordi sono legati dalla descrizione particolareggiata dell'attrazione provata dal narratore nei confronti di uno studente di liceo di nome Dargelos; in seguito descrive le sue prime esperienze erotiche e sessuali.
- Sovvertimento dei sensi (1927) di Stefan Zweig. Lo scrittore austriaco esplora il sentimento omosessuale nel primo dei tre racconti riuniti in questa raccolta; un professore ricorda un collega docente di letteratura inglese, oratore affascinante e che teneva segreta la propria omosessualità, con la cui moglie il protagonista e voce narrante aveva avuto un fugace rapporto.

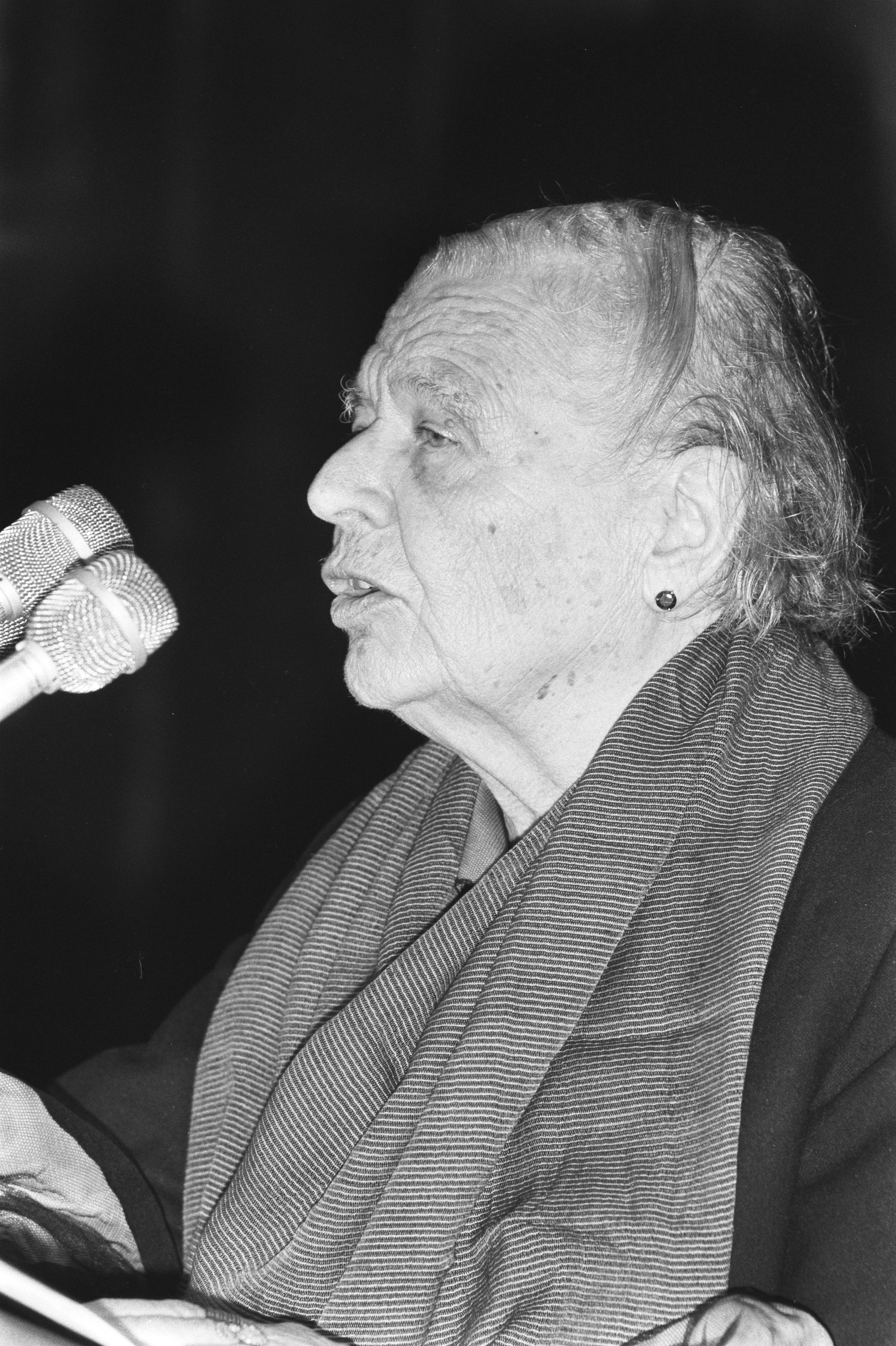
La scrittrice francese Marguerite Yourcenar nel 1982, autrice di due tra le più importanti opere di letteratura gay del XX secolo: Alexis o il trattato della lotta vana (1929) e Memorie di Adriano (1951).

- Alexis o il trattato della lotta vana (1929) di Marguerite Yourcenar è un romanzo epistolare scritto in prima persona, il primo testo fatto pubblicare dall'autrice francese; narra la vicenda di un musicista che dichiara, in un impeto di sincerità e dopo molta titubanza, la propria omosessualità alla moglie.
- Orlando è un romanzo scritto da Virginia Woolf, pubblicato per la prima volta nel 1928 e si presenta come un'immaginaria biografia; Orlando è un giovane nobile inglese androgino dell'epoca di Elisabetta I d'Inghilterra e del successore Giacomo I d'Inghilterra: prima s'innamora di Sasha, figlia dell'ambasciatore russo e poi, in vesti femminili, troverà per caso l'amore nell'avventuriero Lord Bonthrop Shelmerdine. Il libro è dedicato alla poetessa Vita Sackville-West, con la quale l'autrice intrattenne una relazione.
- Strange Brother (Fratello strano, 1931) di Blair Niles racconta la storia di un amore platonico tra una donna eterosessuale e un uomo gay a New York tra la fine degli anni '20 e i primi anni '30; questa è una delle prime esplorazioni obiettive delle cosiddette questioni concernenti l'omosessualità durante il movimento culturale detto rinascimento di Harlem[39].

Sebbene lodato per il suo approccio giornalistico, la naturale simpatia che promana col sentimento misto di tolleranza e compassione nei confronti del personaggio gay, il romanzo di Niles è stato annoverato tra quel primo gruppo di letteratura gay statunitense "prodotto in forma di tragico melodramma"; secondo l'autore e critico Anthony Slide esso illustra ancora troppo l'assunto di base per cui i personaggi gay in letteratura debbono giungere in ogni caso a una tragica conclusione.

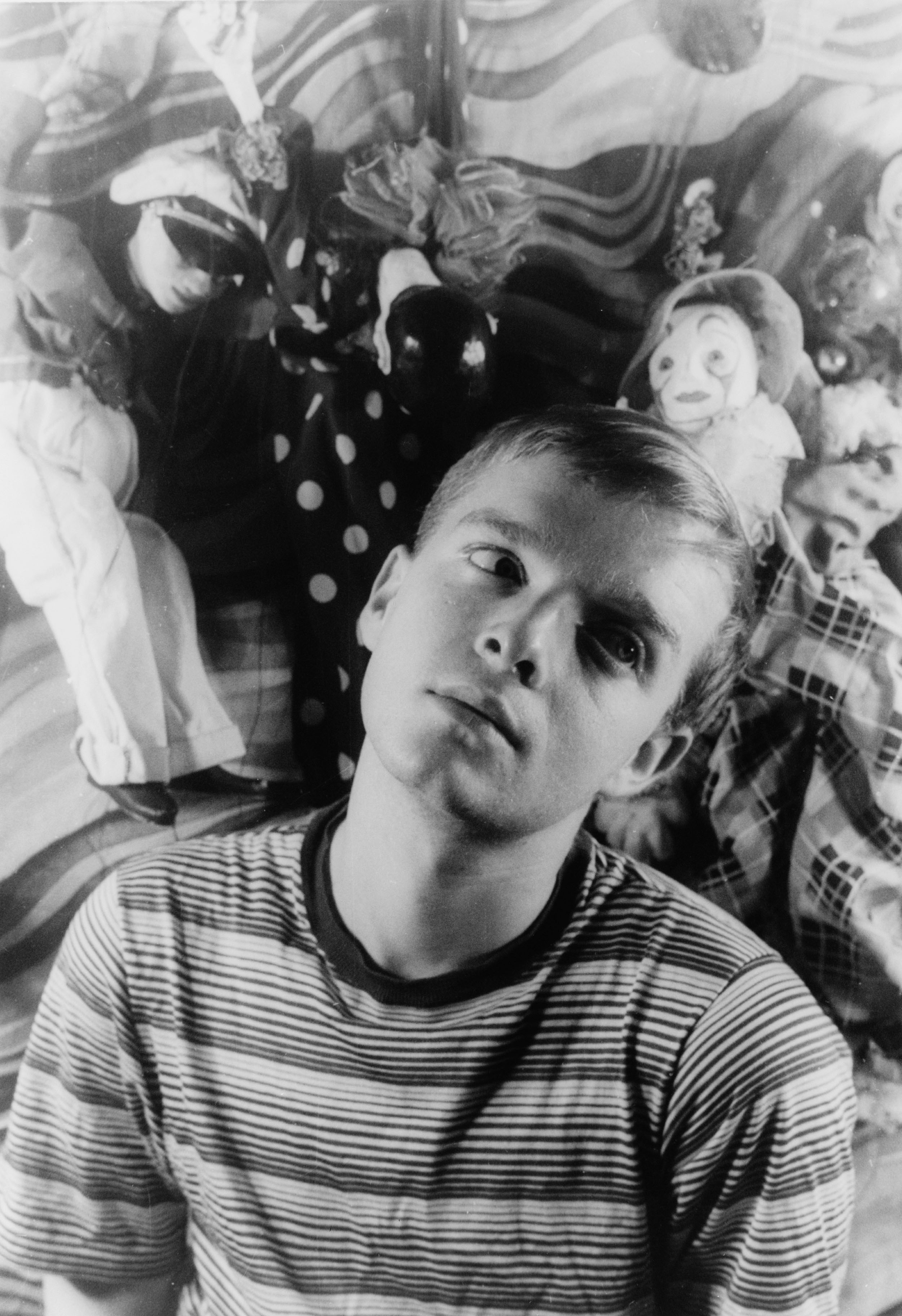
Truman Capote nel 1948.

Slide fa poi i nomi di quattro opere di narrativa che propongono una storia gay-familiare, considerati tra quelli di maggior rilievo creati nella prima metà del '900 in inglese: La foresta della notte ("Nightwood", 1936) di Djuna Barnes - uno dei primi libri scritti da un'autrice nota a ritrarre esplicitamente il lesbismo -; Riflessi in un occhio d'oro (1941) di Carson McCullers; Altre voci, altre stanze (1948) di Truman Capote e infine La statua di sale (1948) di Gore Vidal.
Tutte le trame di questi libri narrano le vicende di giovani che giungono a scoprire la propria omosessualità durante la transizione alla vita adulta. Il romanzo di Vidal è significativo per il fatto che è riconosciuto quale prima opera letteraria del dopoguerra in cui il protagonista è da subito chiaramente e apertamente gay e oltretutto non muore (questo nella prima versione) alla fine per aver sfidato le norme sociali vigenti.

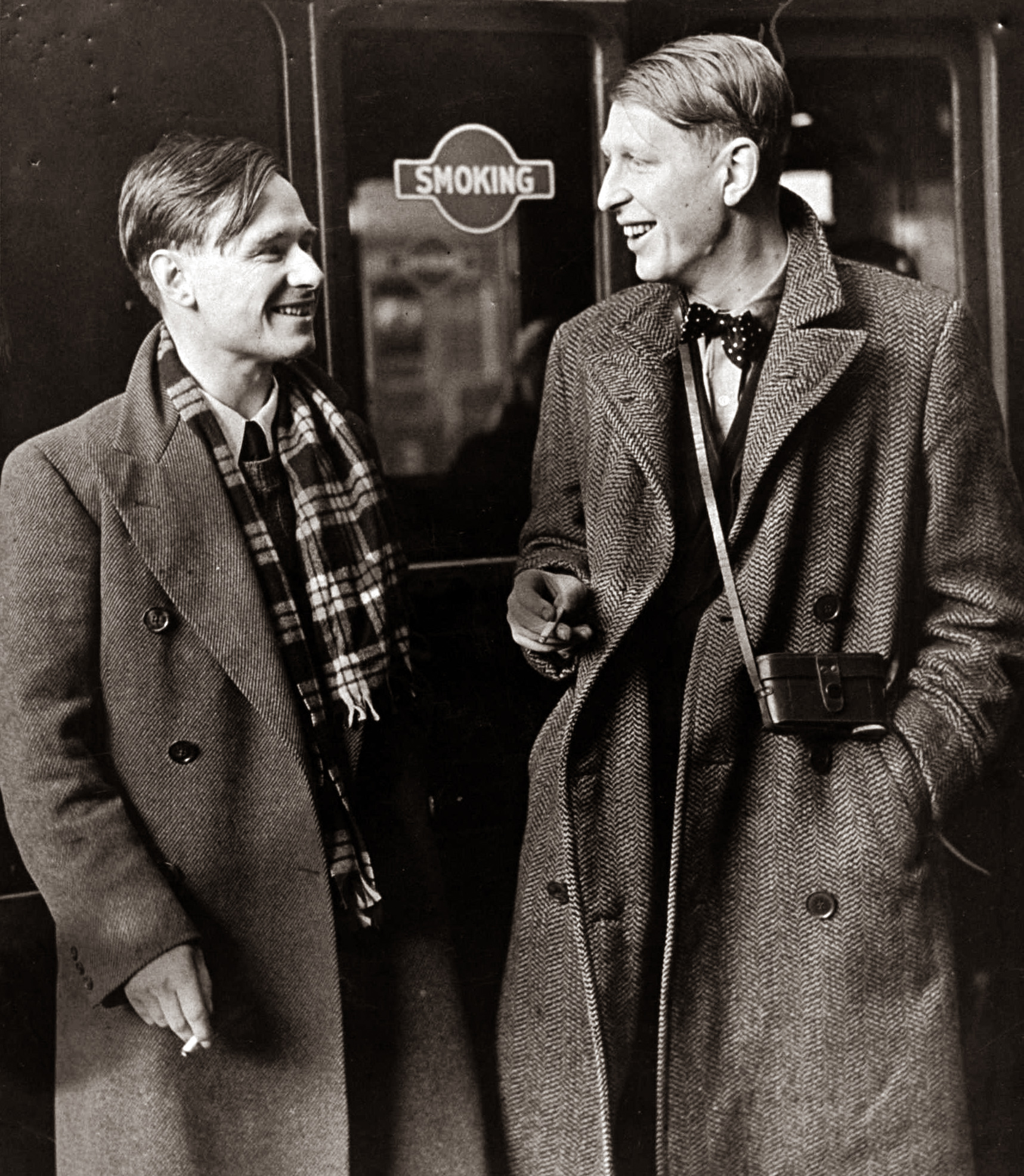
Christopher Isherwood assieme all'amico poeta Wystan Hugh Auden in Cina nel 1938.

- Addio a Berlino (1939) di Christopher Isherwood è ambientato nella Germania durante il periodo della Repubblica di Weimar; considerato spesso come l'ideale continuazione di Mr Norris se ne va del 1935, assieme al quale costituisce un dittico: l'ispirazione primaria per la storia è stata data a Isherwood dalla sua esperienza come espatriato temporaneo residente nella città di Berlino durante i primi anni '30[45]. Lo scrittore aveva incominciato a lavorare su un'opera di molto più ampio respiro chiamata provvisoriamente "The Lost" prima di togliervi i personaggi e la trama che poi costituiranno Mr Norris.

Norris risulta esser un masochista, mentre politicamente si considera vicino al comunismo. Sembra ch'egli gestisca per vivere un business in collaborazione con un certo Schmidt, che però lo tiranneggia e sfrutta; fino a quando, immerso in una situazione sempre più disagiata, si trova costretto a lasciar in fretta e furia Berlino. Torna in seguito, con la fortuna che pare esser tornata ad arridergli, in compagnia di un giovane francese chiamato "Margot"; ma a questo punto anche Schmidt riappare e incomincia a ricattarlo (per motivi non chiaramente espressi, ma che hanno a che far con la sua ambigua relazione col bel ragazzo).
Dai racconti di Addio a Berlino, Bob Fosse ha tratto nel 1972 il celebre film Cabaret con Liza Minnelli e Michael York.

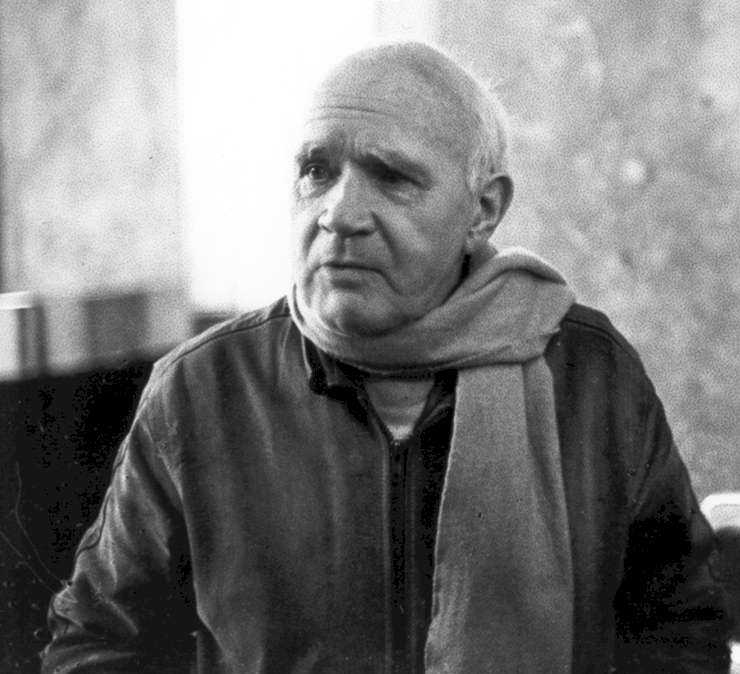
Jean Genet nel 1983, scrittore e poeta francese autore di Notre Dame des Fleurs (1942), Querelle di Brest (1947) e Diario del ladro (1949).

- Notre Dame des Fleurs (1942) è il romanzo d'esordio dello scrittore francese Jean Genet. I personaggi principali sono per lo più omosessuali ai margini della società che vivono di espedienti, prostituzione maschile e piccola delinquenza. Scritto mentre l'autore si trovava incarcerato a seguito di vari atti delinquenziali, è stato in gran parte completato già nel 1942 e pubblicato per la prima volta in forma anonima alla fine del 1943 in 300 copie. Venne pubblicato ufficialmente nel 1951, in una versione parzialmente censurata, dall'Editore Gallimard. Il romanzo è espressamente dedicato all'assassino condannato a morte Maurice Pilorge.

Divine è un maschio dedito al travestitismo che lavora come prostituto di strada e che frequenta sordidi locali notturni frequentati da ladri, assassini, sfruttatori di prostitute e spacciatori di droga; vive in una soffitta che s'affaccia esattamente sul cimitero di Montmartre, e lo condivide via via con gli amanti più svariati, il più importante dei quali è un "magnaccia" arabo di nome Daintyfoot. Un giorno l'uomo gli porta a casa un giovane teppista e assassino soprannominato "Notre Dame des Fleurs"; un sedicenne dalla bellezza abbagliante: in seguito il ragazzo viene arrestato, processato e giustiziato. L'estasi e il godimento più apertamente sessuale accompagnano la sua morte, oltre che gli atti di tutti i protagonisti.
- Le amicizie particolari (1944) è il primo romanzo, in larga parte autobiografico, dell'autore francese Roger Peyrefitte: il libro tratta della relazione amorosa platonica fra due ragazzi in un collegio religioso, e di come essa venga distrutta dalla volontà di un sacerdote di preservarli dal "peccato" sempre incombente d'omosessualità. Ma la rottura tragica del legame tra il quattordicenne Georges e il dodicenne Alexandre non farà altro che instillare, nel primo, la ferma coscienza e volontà dei propri sentimenti. Nel 1964 ne venne tratto il film omonimo, diretto da Jean Delannoy.
- Agostino (1944) è un breve libro del narratore italiano Alberto Moravia; la vicenda è incentrata sulla dolorosa scoperta del sesso da parte di un tredicenne, tra la madre (una giovane e bella vedova, per la quale nutre un'autentica venerazione), un gruppo di giovani del luogo (una località marina della costa toscana dove madre e figlio trascorrono le vacanze estive) e Saro, un uomo proprietario di una barca e che ha una relazione omosessuale con Homs, un giovane nero che appartiene al gruppo. Dal romanzo fu tratto nel 1962 l'omonimo film diretto da Mauro Bolognini.
- Querelle di Brest (1947) di Jean Genet, storia di un marinaio criminale che cerca faticosamente di reprimere la propria omosessualità, ma anche Diario del ladro (1949), la cui voce narrante è un trentacinquenne che racconta la sua vita fatta di stenti e miseria in Spagna negli anni '30 del '900. Nel 1982 Rainer Werner Fassbinder ne trasse il suo ultimo film.
- Altre voci, altre stanze (1948) è il primo romanzo di Truman Capote; per Joel, il protagonista tredicenne (delicato, con la pelle chiara e in grado di raccontare storie oltraggiose senza esitazioni[46]) la sua vita con gli eccentrici parenti del sud comporta la maturazione "di un ragazzo incerto in un giovane uomo con un forte senso di sé e l'accettazione della sua omosessualità"[47]. Joel accetta il suo destino, che è quello di essere omosessuale, di sentire sempre altre voci e vivere in altre stanze; ma l'accettazione non è una resa, bensì una liberazione, un rallegrarsi di aver fatto la pace con la propria identità[48].

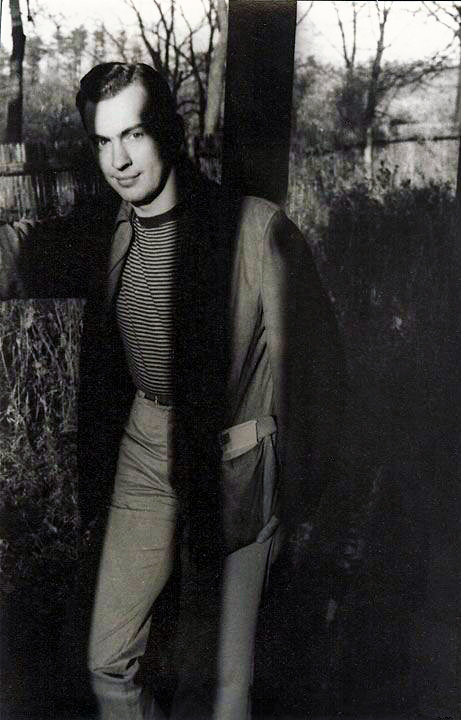
Gore Vidal nel 1945 fotografato da Carl Van Vechten.

- La statua di sale ("The City and the Pillar", 1948) di Gore Vidal è stato anche riconosciuto esser stato uno dei romanzi gay (e di guerra) più influenti nel prosieguo della narrativa di questo genere, essendo uno dei pochissimi libri a trattare direttamente l'omosessualità maschile anche in ambito militare[49][50], oltre a essere il più noto tra gli anni '40 e '50[51]: ha creato un tale scandalo pubblico da aumentarne ancor più la notorietà e critica nel corso degli anni, non solo perché l'omosessualità era all'epoca considerata comunemente immorale, ma soprattutto perché è stata la prima opera di un autore statunitense a dipingere l'attrazione omoerotica del protagonista come da lui stesso palesemente accettata e raffigurata essere come un comportamento perfettamente naturale[50].

Jim, bello, atletico e schivo, è innamorato del suo migliore amico, Bob. Il romanzo racconta l'ostinata e ossessiva ricerca di Bob da parte di Jim, dopo aver trascorso insieme un fine settimana d'amore. Gli anni passano e Jim rimane ancorato al suo passato, come una statua di sale. Nessuno dei suoi amanti riesce ad avere il suo cuore. Tutto questo continua fino al nuovo incontro che finalmente riesce ad avere con Bob, che cambierà per sempre le loro vite.

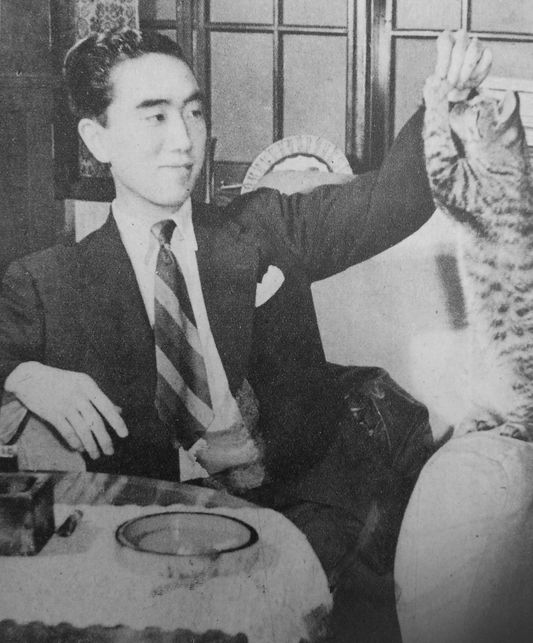
Lo scrittore e drammaturgo giapponese Yukio Mishima, autore di due rilevanti romanzi a tematica gay, il primo dei quali ad alto contenuto autobiografico: Confessioni di una maschera (1949) e Colori proibiti (1951-53).

- Confessioni di una maschera (1949) e Colori proibiti (1951-53) di Yukio Mishima. Il primo è una sorta di romanzo di formazione autobiografico: narrato in prima persona il protagonista racconta, senza mai citare il proprio nome, la storia della sua infanzia e adolescenza e dello sviluppo della propria omosessualità all'inizio celata, fino alla completa accettazione della stessa. Il secondo descrive la storia del matrimonio menzognero tra un uomo gay e una giovane donna.
- Memorie di Adriano (1951) di Marguerite Yourcenar. Il libro descrive la storia di Publio Elio Traiano Adriano, l'imperatore romano del II secolo; l'autrice, immedesimandosi nella figura di questi in un modo del tutto nuovo e originale, immagina infatti di fare scrivere ad Adriano una lunga lettera nella quale parla della sua vita pubblica e privata. L'imperatore si trova così a riflettere sui trionfi militari conseguiti, sul proprio amore nei confronti della poesia, della musica e della filosofia, della sua passione verso il giovanissimo amante Antinoo.
- Carol (1952) di Patricia Highsmith. Durante le festività natalizie la giovane Therese, commessa in un grande magazzino e infelicemente fidanzata con il coetaneo Richard, conosce una cliente che vuole acquistare una bambola per la sua bambina: si tratta di Carol, un'affascinante donna sposata, di cui la ragazza si innamora perdutamente. Primo - e unico - romanzo a tematica lesbo della celebre giallista (che si firmò sotto pseudonimo e che riconoscerà la paternità solo nel 1989), divenne subito un grande successo di pubblico grazie alla trama avvincente, a metà tra un poliziesco e un romanzo di formazione on the road, ma soprattutto per il sorprendente finale. Film del 2015 diretto da Todd Haynes con Cate Blanchett.
- Fabrizio Lupo (1952) di Carlo Coccioli
- Urlo (1955) di Allen Ginsberg

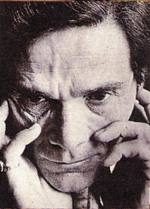
Ritratto di Pier Paolo Pasolini, poeta, scrittore, regista e giornalista italiano.

- Ragazzi di vita è un romanzo di Pier Paolo Pasolini pubblicato la prima volta nel 1955. La storia si svolge nella Roma del secondo dopoguerra italiano, tra le varie borgate; i protagonisti sono degli adolescenti appartenenti al mondo della classe sociale più bassa urbana (il sottoproletariato) che vivono alla giornata di espedienti, arrangiandosi come possono, con traffici vari tra cui anche la prostituzione maschile.
- La confessione (1955) di Mario Soldati.
- La camera di Giovanni (1956) è il secondo romanzo dello scrittore afroamericano James Baldwin. Secondo la critica il libro è degno di nota per l'aver portato alla luce, per la prima volta, rappresentazioni complesse dei sentimenti omoerotici a un ampio pubblico di lettori, e questo con empatia e abilità narrativa; favorendo così anche in tal maniera un discorso pubblico più vasto sulle questioni riguardanti il desiderio omosessuale[52].

La storia si concentra sugli eventi della vita d'un giovane uomo statunitense che vive esule a Parigi, coi suoi sentimenti e frustrazioni riguardanti i propri rapporti con altri uomini. L'intera vicenda è narrata in prima persona da David - che cerca di veder chiaramente dentro sé per poter riuscire a esprimere sinceramente la propria vera identità sessuale - la cui fidanzata si è diretta da sola in Spagna: rimasto a Parigi incomincia una relazione amorosa con un giovane ragazzo italiano di nome Giovanni conosciuto in un bar gay della capitale francese dove lavora come inserviente al bancone.
- Improvvisamente l'estate scorsa (1958), dramma di Tennessee Williams. Catherine è una ragazza ricoverata in una casa di cura, dopo avere accompagnato suo cugino Sebastian in un viaggio in Europa, durante il quale era morto in circostanze misteriose e violente. Sua zia Violet, madre di Sebastian, cerca di occultare la verità a proposito dell'omosessualità del figlio e sulla sua morte, in quanto vuole che Sebastian sia ricordato esclusivamente come un grande artista.

Minaccia quindi di lobotomizzare la nipote per le sue confuse affermazioni su Sebastian. Infine, sotto l'effetto di un siero della verità, Catherine racconterà la truculenta storia della fine di Sebastian, smembrato e divorato dai ragazzi indigeni da cui aveva cercato favori sessuali. In effetti, sia sua madre Violet sia la cugina Catherine (scelta come accompagnatrice in quanto la prima era ormai invecchiata) erano per lui solo esche per attrarre giovani uomini. Nel 1959, Joseph L. Mankiewicz diresse il celebre film interpretato da Katharine Hepburn, Elizabeth Taylor e Montgomery Clift.
- Gli occhiali d'oro (1958, fa parte della serie "Il romanzo di Ferrara") di Giorgio Bassani. Il dottor Fadigati, già affermato medico a Ferrara, è conosciuto sia per la sua abilità, la sua raffinatezza e la sua cultura sia per la sua presunta e latente omosessualità che gli costa l'emarginazione dalla sua alta classe sociale. Egli incomincia a prendere lo stesso il treno mattutino per Bologna del narratore e dei suoi amici; sul treno, tra i ragazzi universitari, conoscerà anche lo scapestrato e egoista Delilliers, giovane e ribelle pronto a giocarsi tutto nella vita, che non esita a usare la sua sfrontatezza, il suo fascino, la sua bellezza per ammaliare lo stesso dottore e prendersi gioco di lui, sfruttandolo per i suoi desideri egoistici.

Fadigati diventerà vittima del ragazzo e sconterà, per questo amore omosessuale, la pena dell'isolamento dalla Ferrara benestante. Il narratore comincia a frequentare in amicizia il dottore, che accetta di essere messo al bando della società ferrarese, per colpa del suo amore con Delilliers, che tanto lo rispettava. Quando verrà abbandonato dal suo giovane amore, scappato con i suoi beni e i suoi soldi, Fadigati incomincerà un periodo di depressione che lo porterà poi al suicidio in mare.
Film del 1987 diretto da Giuliano Montaldo.
- L'Anonimo lombardo (1959) di Alberto Arbasino
- Il gesuita perfetto (Lacrime impure, 1960) di Furio Monicelli
- Paradiso (1960) di José Lezama Lima
- Città di notte (1963) è il romanzo d'esordio dello scrittore statunitense John Rechy. Storia di viaggio e di formazione, narra le vicende di un ragazzo texano che decide di lasciare per sempre la città natale di El Paso e la cupa provincia del profondo West, una madre amorevole e iperprotettiva e un padre violento e collerico, per cercare la verità su sé stesso e sul mondo.

Da New York a Los Angeles, da San Francisco a Chicago, fino al grande carnevale di New Orleans (il "Mardi Gras"), il protagonista si procura di che vivere facendo la marchetta, in un gioco di incontri e ritratti altamente suggestivo. I ritratti che scandiscono la narrazione e che fissano un immaginario molto vario della vita notturna statunitense, si alternano a capitoli dal titolo "città di notte" in cui la narrazione segue le digressioni del narratore sull'amore, il sesso, la condizione omosessuale negli Stati Uniti di inizio anni Sessanta.
- Un uomo solo (1964) di Christopher Isherwood, seguito da Ritorno all'inferno (1965). Il primo ripercorre un giorno qualunque nella vita di un professore universitario gay di mezza età, l'inglese George, che insegna presso un college di Los Angeles. Egli è rimasto solo, dopo la morte del suo compagno, e trova conforto nella notte passata assieme a un suo giovane universitario. Soltanto nel 2009 ne è stato tratto un film, A single man di Tom Ford con Colin Firth.

Il secondo racconta alcuni momenti di vita quotidiana riguardanti il soggiorno tedesco giovanile dell'autore il quale molto semplicemente parla anche della propria omosessualità e di quella dei suoi amici più stretti Ambrose e Paul.

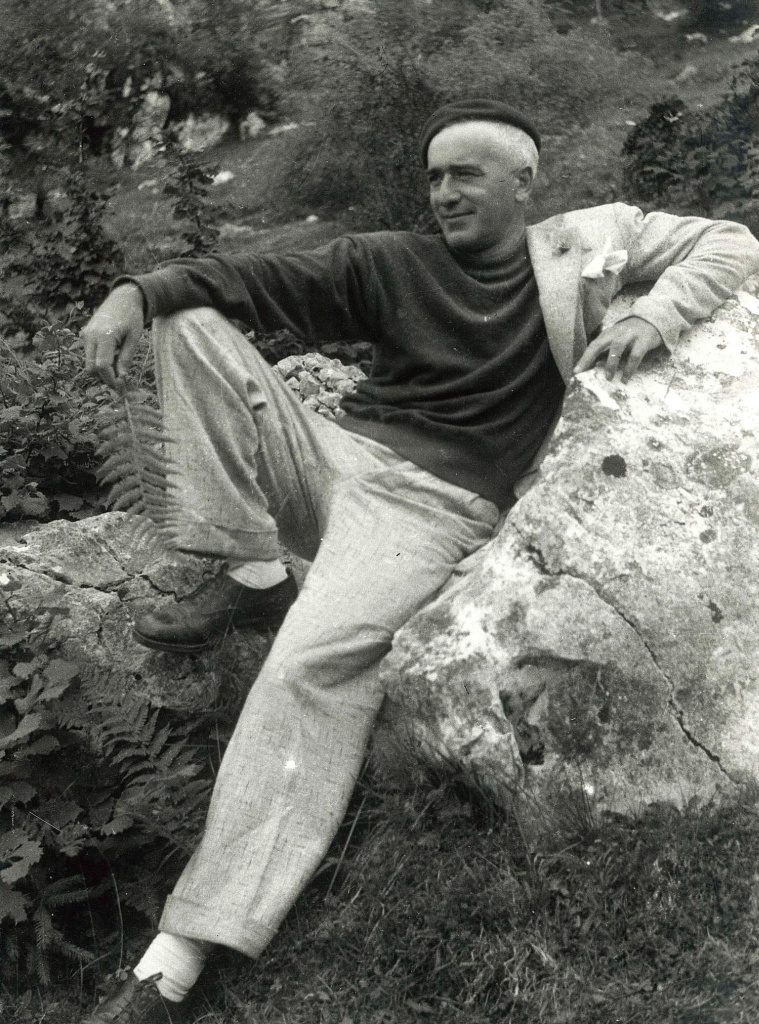
Giovanni Comisso nel 1960 circa.

- Gioco d'infanzia (1965) di Giovanni Comisso
- Mio padre e io (1968) di Joe Ackerley
- Le memorie del marchesino pittore (1969) di Filippo de Pisis
- Rose e cenere (1970) di James Purdy
- Il re degli ontani è un romanzo del 1970 dello scrittore francese Michel Tournier. Racconta la storia di un uomo che recluta ragazzini per diventare nazisti, nella convinzione di proteggerli e nei cui confronti prova una passione morbosa.
- Diario di un innocente (1970) di Tony Duvert
- Il ragazzo persiano (1972) di Mary Renault. Versione romanzata della storia d'amore tra l'adolescente eunuco di origine persiana Bagoa e il grande conquistatore macedone Alessandro Magno.
- L'innocenza (Storia di Nino, 1970) e Lettere da Sodoma (1972) di Dario Bellezza

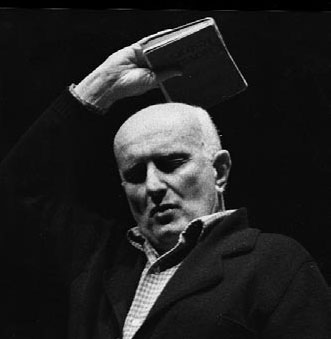
Ritratto di Giovanni Testori.

- La cattedrale (1974) di Giovanni Testori
- Porporino o i misteri di Napoli (1974) di Dominique Fernandez.
- Le meteore (1975) di Michel Tournier. La vita di due gemelli uniti da uno strettissimo legame, sentito come indissolubile.
- Ernesto (1975), romanzo incompiuto semi biografico e pubblicato postumo di Umberto Saba. La trama del romanzo copre un arco di tempo di circa un mese ed è incentrata sul racconto di un momento fondamentale nella storia del giovane: la scoperta della sessualità, prima omosessuale e poi - attraverso una prostituta - anche eterosessuale.
- Scende giù per Toledo è un romanzo scritto da Giuseppe Patroni Griffi, pubblicato per la prima volta nel 1975.
- Il bacio della donna ragno (1976) di Manuel Puig, l'incontro tra un omosessuale e un rivoluzionario marxista in una cella di prigione argentina.
- I neoplatonici (1977) del patriota ottocentesco Luigi Settembrini
- Frammenti di un discorso amoroso (1977) di Roland Barthes
- Il ballo delle checche (1977) di Copi
- Quando morì Jonathan (1978) di Tony Duvert
- Altri libertini (1980) di Pier Vittorio Tondelli è una raccolta di sei racconti, strettamente connessi l’uno con l’altro (l’autore stesso preferirà definire l’opera come un «romanzo a episodi»), che hanno come tessuto connettivo l’esperienza dei giovani durante gli anni Settanta, i loro sogni, dolori, slanci emotivi, ingenuità e, talvolta, irreparabili errori. L'area geografica descritta da Tondelli è quella dell'Emilia, ed in particolare della inquieta Bologna studentesca, quasi contrapposta alla «sonnacchiosa» Correggio; non mancano, però, escursioni nelle tappe obbligate del turismo giovanile, da Amsterdam a Bruxelles fino a Londra, in una sorta di On the road europeo.
- Amado mio, due brevi sequenze narrative (di cui una in forma diaristica), di Pier Paolo Pasolini e uscite postume nel 1982
- Nella mano dell'angelo, romanzo di Dominique Fernandez (1982): è un'autobiografia immaginaria di Pier Paolo Pasolini.
- Un giovane americano (1982) di Edmund White, prima parte di una tetralogia rappresenta l'autobiografia gay dell'autore
- Aracoeli (1982) di Elsa Morante
- Ballo di famiglia (1984), prima raccolta di racconti di David Leavitt.
- Checca di William S. Burroughs, scritto tra il 1951 e il 1953 e pubblicato nel 1985.
- Sulla collina nera (1986) di Bruce Chatwin
- La lingua perduta delle gru (1986) di David Leavitt. La storia, ambientata nel 1980 a New York, si occupa principalmente di raccontare la storia di un giovane ragazzo gay che rivela la propria omosessualità ai suoi familiari, le loro reazioni e le difficoltà che questo comporta.
- Morte della bellezza (1987) di Giuseppe Patroni Griffi
- Kurt sta facendo la farfalla (1987) di Alessandro Golinelli
- La biblioteca della piscina (1988) di Alan Hollinghurst.

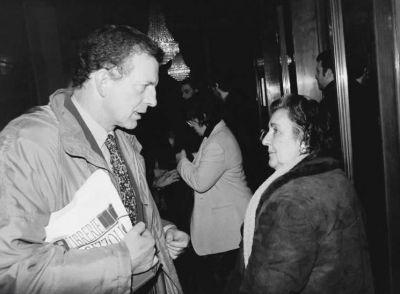
Aldo Busi con la poetessa Alda Merini.

- Sodomie in corpo 11 (1988) di Aldo Busi
- Il Budda delle periferie (1990) di Hanif Kureishi
- Petrolio (1992), romanzo postumo di Pier Paolo Pasolini.
- Prima che sia notte (1992), autobiografia del dissidente cubano Reinaldo Arenas.
- Scuola di nudo (1994) di Walter Siti.
- Amore, romanzi e altre scoperte (1999) di Mario Fortunato.
- La corsa all'abisso, romanzo di Dominique Fernandez (2002), autobiografia immaginaria di Michelangelo Merisi detto Il Caravaggio.

## XXI secolo
Negli ultimi decenni gran parte della letteratura a tematica LGBT ha raggiunto un elevato livello di qualità, con molte opere che si sono guadagnati consensi generali; alcuni tra gli autori più notevoli ci sono Alan Hollinghurst, André Aciman, Michael Cunningham, Michael Chabon, Bernard Cooper e Jamie O'Neill.
Anche il tema dell'omosessualità adolescenziale è diventato più visibile in un crescente numero di opere di narrativa per giovani adulti con autori di rilievo tra cui Alex Sánchez, Stephen Chbosky, Shyam Selvadurai, Perry Moore, David Levithan.
Il mondo dei ragazzi normali è il romanzo d'esordio dello scrittore statunitense KM Soehnlein, pubblicato per la prima volta nel 2000 .
La linea della bellezza è un romanzo dello scrittore inglese Alan Hollinghurst: con questa opera, l'autore si è aggiudicato il Booker Prize nel 2004.
Il romanzo di Becky Albertalli intitolato Simon vs. the Homo Sapiens Agenda (Tuo, Simon (romanzo)), è stato adattato nel lungometraggio Tuo, Simon dalla 20th Century Fox, facendo della pellicola il primo film di un importante studios incentrato su una storia d'amore omosessuale tra adolescenti.

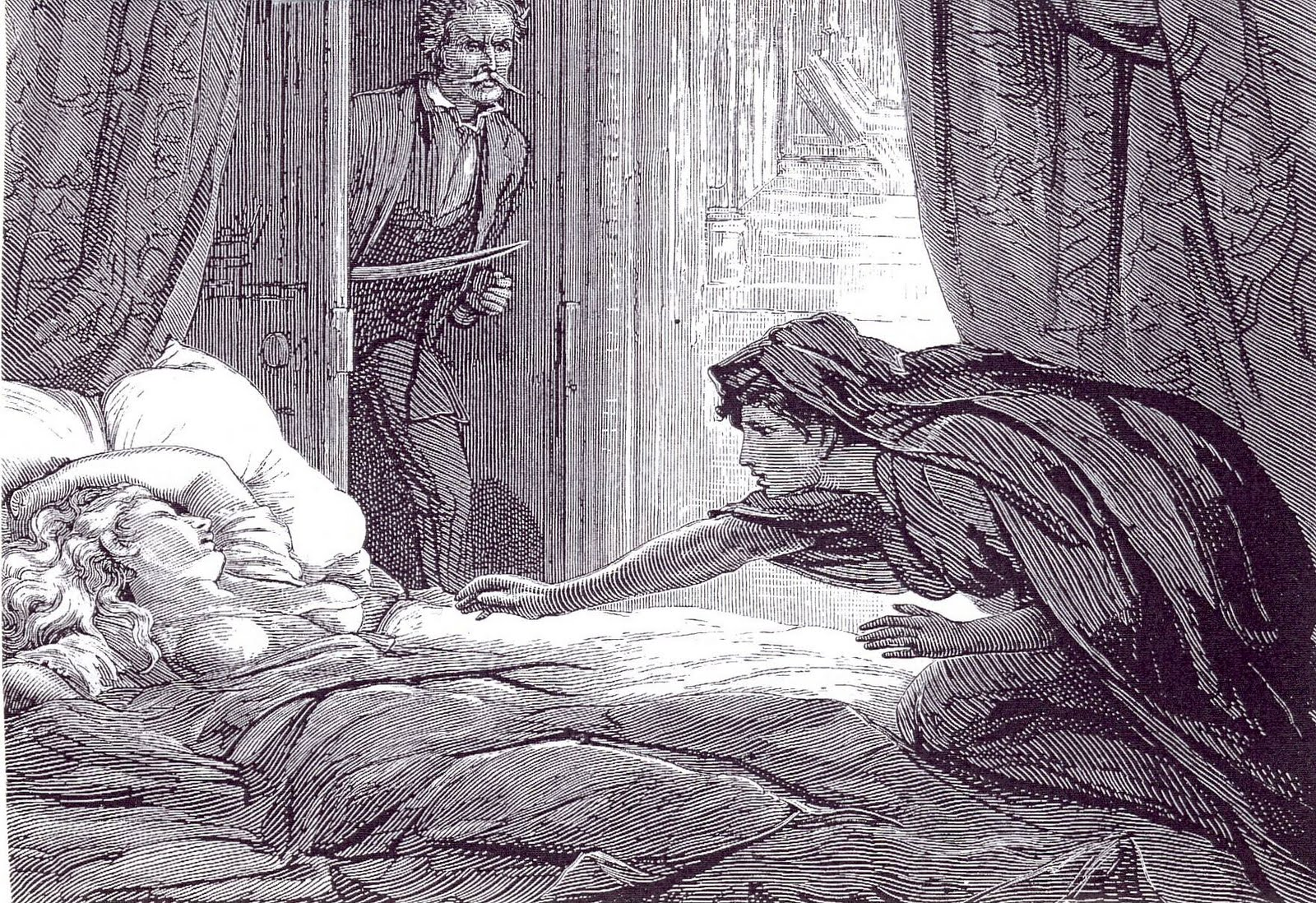
Illustrazione di David Henry Friston tratta dalla prima edizione del racconto Carmilla (1872) scritto da Sheridan Le Fanu, un classico di omosessualità e vampirismo.

## Narrativa fantastica
I temi LGBT nella narrativa fantastica si riferiscono alla creazioni di tematiche LGBT nei generi di fantascienza, fantasy e nell'horror; tali elementi possono includere personaggi gay, lesbiche, bisessuali o transgender come protagonisti o comunque tra i principali personaggi

## Letteratura per ragazzi
Uno dei primi libri ad affrontare l'omosessualità nella letteratura per ragazzi è stato il danese "Mette bor hos Morten og Erik" (Mette vive con Morten e Erik); pubblicato originariamente nel 1981, racconta la storia della piccola Mette la quale vive assieme col padre ed il suo compagno, seguendone la quotidianità. Polemica e politicizzazione seguirono la sua pubblicazione.
Danza sulla mia tomba (1982) è un romanzo per "giovani adulti" dello scrittore britannico Aidan Chambers. In italiano è stato in un primo momento pubblicato sotto il titolo di Amici per sempre.
Del 1990 è Fenicotteri in orbita di Philip Ridley
Rainbow Boys è un romanzo dello scrittore statunitense di origine messicana di Alex Sánchez, il primo di una trilogia dedicata all'omosessualità adolescenziale.
Infine Eroi dell'Olimpo: la casa di Ade (2013), il libro numero 4 della serie per giovani adulti Eroi dell'Olimpo di Rick Riordan, presenta un personaggio gay di supporto chiamato Nico di Angelo.
Alcuni romanzi per giovani adulti presentano anche alcuni personaggi bisessuali, tra cui Empress of the World di Sara Ryan (2001), Double Feature: Attack of the Soul-Sucking Brain Zombies/Bride of the Soul-Sucking Brain Zombies di Brent Hartinger (2007), Pink di Lili Wilkinson (2009)  e It's Our Prom (So Deal with It) di Julie Anne Peters (2012). Quando appaiono nella fiction per ragazzi i bisessuali vengono spesso descritti come confusi o avidi.
Secondo quanto raccontato dalla National Public Radio nel 2015 centinaia di libri con personaggi transgender sono stati pubblicati a partire dal 2000; benché la stragrande maggioranza di essi tendano ad essere indirizzati a un pubblico di adolescenti queste auto-pubblicazioni comprendono anche libri illustrati dedicati ai bambini più piccoli.
L'adolescente transgender Jazz Jennings è stata coautrice di un libro per bambini del 2014 intitolato I Am Jazz sulla sua esperienza di scoperta della propria identità di genere. La "Scholastic Books" ha pubblicato George di Alex Gino nel 2015, su una ragazza transgender di nome Melissa che tutti però invece conoscono sotto il nome di George.
Incapace di trovare libri con personaggi transgender per spiegare ai figli la transizione effettuata da suo padre l'autrice australiana Jess Walton ha creato nel 2016 il libro per bambini intitolato Introducing Teddyassieme con l'illustratore Dougal MacPherson per poter così aiutare anche i più piccoli a comprendere la fluidità di genere non-binario. Ulteriori libri elencati da The Horn Book Magazine includono:
- George (2012) di Alex Gino
- Red: A Crayon's Story (2015) di Michael Hall
- The Other Boy (2016) di M. G. Hennessey
- Lily and Dunkin (2016) di Donna Gephart
- Alex as Well (2015) di Alyssa Brugman
- Jess, Chunk and Road Trip to Infinity (2016) di Kristin Elizabeth Clark
- Look Past (2016) di Eric Devine
- If I Was Your Girl (2016) di Meredith Russo
- Lizard Radio (2015) di Pat Schmatz
- Beast (2016) di Brie Spangler
- The Art of Being Normal (2016) di Lisa Williamson[63]

### Narrativa infantile
Rispetto al romanzo gay e lesbico per adolescenti, le vendite di libri a tematica omosessuale rivolti principalmente ai bambini più piccoli, e la loro relativa disponibilità nelle biblioteche pubbliche e scolastiche continua a rimanere "molto rischioso e soggetto ad accese controversie".
Alcuni dei più noti libri per bambini con temi omosessuali includono Heather Has Two Mommies (Heather ha due mamme, 1989) di Lesléa Newman e Daddy's Roommate (Un compagno di stanza di papà, 1991) di Michael Willhoite, pubblicato dalla casa editrice LGBT Alyson Books. Entrambi i testi hanno discusso apertamente l'omogenitorialità e si sono attirati critiche e controversie; l'American Library Association ha classificato la storia come il terzo e secondo libro più frequentemente contestato negli Stati Uniti nel 1993 e nel 1994 rispettivamente.
Recenti polemiche includono anche Koning & Koning (Re e Re), originariamente scritto in lingua olandese e successivamente tradotto e pubblicato in inglese nel 2002; parla di un principe del tutto disinteressato alle principesse, che alla fine si innamora di un altro principe: è presente anche come testo di rappresentazione teatrale nella seconda stagione della serie televisiva spagnola Fisica o chimica.
Nel 2006 una locale associazione di genitori ha fatto causa a un distretto scolastico del Massachusetts dopo che un insegnante ha letto il libro ai figli della scuola primaria.
And Tango Makes Three (2005) di Justin Richardson e Peter Parnell è stato spesso messo in discussione, ed è spesso sulla lista dei libri contestati per la Settimana dei libri proibiti (List of Challenged Books for Banned Books Week) dell'American Library. È stato classificato alla nona posizione ancora nel 2017. Il testo racconta la vera storia di due pinguini maschi (chiamati Roy e Silo, della specie Pygoscelis antarcticus) i quali "adottano" un uovo e allevano il cucciolo una volta che questo si è schiuso.
Mentre è stato bandito, discusso e dibattuto di frequente è stato altresì premiato e notato dall'American Library nella loro Lista del Libro Arcobaleno (Rainbow Book List).
I titoli australiani includono i libri della serie "Impara ad includere" (Learn to Include): The Rainbow Cubby House, My House, Going to Fair Day e Koalas on Parade. Un elenco più ampio di letteratura per bambini gay comprende:
- A Name on the Quilt: A Story of Remembrance di Jeannine Atkins
- Il matrimonio dello zio Bobby di Sarah S. Brannen
- A B C: Un libro dell'alfabeto familiare di Bobby Combs
- 1 2 3: Un libro di Conti di famiglia di Bobby Combs
- Oliver Button è un Sissy di Tomie dePaola
- Asha's Mums di Rosamund Elwin e Michele Paulse
- The Sissy Duckling di Harvey Fierstein
- La famiglia di Molly di Nancy Garden
- Antonio's Card / La Targeta de Antonio di Rigoberto González
- I migliori colori: Los Mejores Colores di Eric Hoffman
- Mini Mia e il suo caro zio di Pija Linderbaum
- Ovunque bambini di Susan Meyers
- La storia preferita di Felicia di Leslea Newman
- Sabato è Pattyday di Leslea Newman
- Troppo lontano da toccare di Leslea Newman
- The White Swan Express di Jean Davies Okimoto e Elaine M. Aoki - che narra di un gruppo di bambini adottati da una varietà di famiglie tra cui gay, razza mista e genitori single
- Va bene essere diversi di Todd Parr
- Tiger Flowers di Patricia Quinlan
- And Tango Makes Three di Justin Richardson - la vera storia di una coppia di pinguini maschi che allevano con successo un pulcino
- Semi di George Shannon
- My Two Uncles di Judith Vigna
- William's Doll di Charlotte Zolotow
- Mamma, mamma e io di Lesléa Newman

Nel mese di luglio del 2014 la "National Library Board" di Singapore, una rete finanziata dallo Stato comprendente 26 biblioteche pubbliche, ha confermato che avrebbe distrutto tre libri per bambini con rappresentazioni di famiglie Arcobaleno per essere "contrarie alla presa di posizione pro-famiglia , dopo reclami da parte di un genitore e la sua personale revisione interna".
La decisione è stata ampiamente criticata dai sostenitori delle arti e del movimento LGBT oltre che dalla stessa comunità letteraria le quali vedono le azioni intraprese come affini al rogo di libri e ad altre forme di censura. I tre libri in questione sono “And Tango Makes Three”, “The White Swan Express” e "Who's In My Family", che fa riferimento alle famiglie con genitori omosessuali.
Due settimane dopo la manifestazione per i diritti LGBT a Singapore questi testi "hanno scatenato un acceso dibattito" tra i conservatori religiosi, che si sono opposti al Gay pride, e la crescente "lobby gay" favorevole invece ai diritti degli omosessuali di Singapore.
A tutto il 2017 non ci sono stati personaggi esplicitamente bisessuali - bambini o adulti - nei libri dedicati ai più piccoli.
Negli ultimi anni le donne transgender hanno trovato editori per i loro libri illustrati scritti per bambini transgender. Alcuni di questi includono:
- A Princess of Great Daring (2015), scritto da Tobi Hill-Meyer, illustrato da Elenore Toczynski
- Super Power Baby Shower (2017) scritto da Tobi Hill-Meyer e Fay Onyx, illustrato da Janine Carrington
- From the Stars in the Sky to the Fish in the Sea (2017), scritto da Kai Cheng Thom, illustrato da Kai Yun Ching e Wai-Yant Li[77]
- The Girl from the Stars (2016), scritto e illustrato da Amy Heart[78]
- The Sisters from the Stars (2018) scritto e illustrato da Amy Heart

### Fonti
- Ivan Teobaldelli La biblioteca segreta. 100 libri che raccontano l'amore omosessuale Sperling & Kupfer 1997.
- Francesco Gnerre (a cura di), L'eroe negato: omosessualità e letteratura nel Novecento italiano, collana Atena, Roma, Rogas Edizioni, 2018, ISBN 9788899700201.
- Francesco Gnerre La biblioteca ritrovata. Percorsi di lettura gay nel mondo contemporaneo Rogas Edizioni 2015.
- Claudio Gargano Ernesto e gli altri. L'omosessualità nella narrativa italiana del Novecento Editori riuniti 2002.
- Tommaso Girtosio, Omosessuale, letteratura, in Enciclopedia Italiana, VII Appendice, Roma, Istituto dell'Enciclopedia Italiana, 2007.

### Altro
- Pages Passed from Hand to Hand: The Hidden Tradition of Homosexual Literature in English from 1748 to 1914 edited and with an introduction by Mark Mitchell and David Leavitt, Chatto & Windus 1998
- Homosexuality in Literature, 1890–1930 by Jeffrey Mayers, Athlone, 1977
- A History of Gay Literature: The Male Tradition by Gregory Woods, Yale University Press, 1999
- Gaiety Transfigured: Gay Self-Representation in American Literature edited by David Bergman, University of Wisconsin Press, 1991
- Beyond Sex and Romance?: The Politics of Contemporary Lesbian Fiction edited by Elaine Hutton, Women's Press, 1998.
- Lesbian and Gay Writing: An Anthology of Critical Essays edited by Mark Lilly, Macmillan, 1990
- Love Between Men in English Literature by Paul Hammond, Macmillan, 1996
- The Homosexual as Hero in Contemporary Fiction by Stephen Adams, Vision, 1980
- The Penguin Book of Homosexual Verse edited by Stephen Coote, Penguin, 1983
- Essays on Gay Literature edited by Stuart Kellogg, Harrington Park Press, 1983
- Spence, Alex.“Controversial Books in the Public Library: A Comparative Survey of Holdings of Gay-Related Children's Picture Books.”  Library Quarterly 70(3) (July 2000): 335-379 (abstract)
- (EN) Stephen Hong Sohn, Inscrutable belongings: queer Asian North American fiction, Stanford, Stanford University Press, 2018, ISBN 9781503605923.
- (EN) Lisa Tatonetti, The queerness of Native American Literature: Indigenous Americas, Minneapolis; London, University of Minnesota Press,, 2014, ISBN 9780816692781.
- Michele Stanco (a cura di), And love finds a voice of some sort : omosessualità e (auto)censura nella letteratura inglese e francese (1870-1930), Roma, Carocci, 2020, ISBN 9788843099245.
- George Stambolian (a cura di), Uomini su uomini: nuova letteratura gay americana, collana Eretica, traduzione di Matteo Bianchi, Roma, Stampa alternativa, 1996, ISBN 9788872263112.